# Kranjska Gora

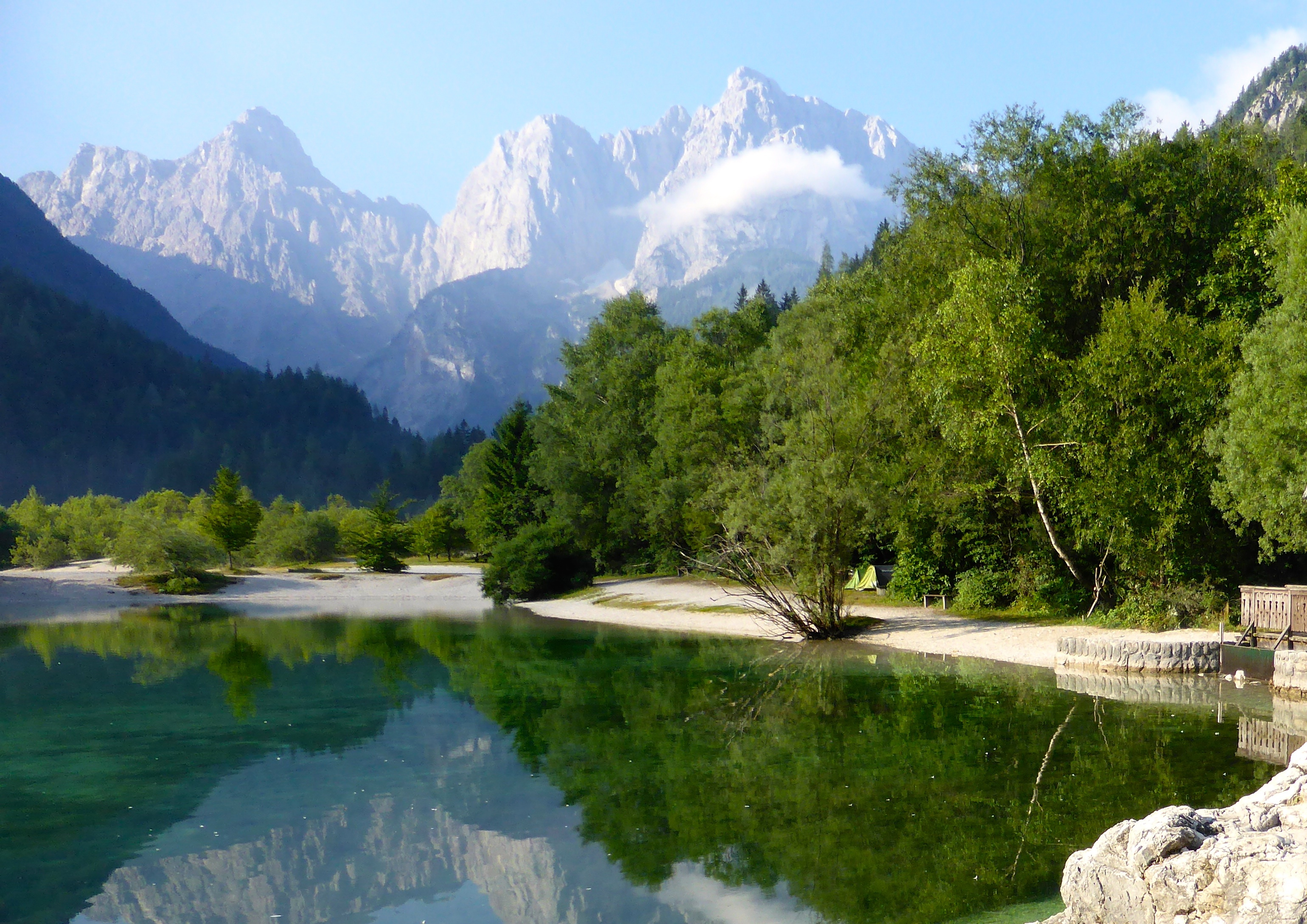
Lago Jasna

Kranjska Gora ([ˈkɾàːnska ˈɡɔ̀ːɾa]; es un pueblo esloveno situado al noroeste de país, cerca de la frontera con Austria y Italia. Tiene una población estimada, a inicios de 2021, de 3158 habitantes.
Es la capital del municipio homónimo.
Situada en los Alpes Julianos, es famosa por su condición de localidad dedicada a los deportes de invierno. Anualmente es la sede de una etapa de la Copa Mundial de Esquí Alpino, también conocida como Copa Vitranc, con una competición de eslalon gigante y una de eslalon especial masculino.
Se sitúa sobre la carretera 201, que une Jesenice con la frontera de Austria. Al sur sale la carretera 206, que lleva a Bovec.
Se cree que fue fundada en el siglo XI por eslovenos de Carantania. En el siglo XII estuvo vinculada a los condes de Ortenburgo.